# Andouillé
Andouillé é uma comuna francesa na região administrativa da Pays de la Loire, no departamento de Mayenne. Estende-se por uma área de 36,54 km². Em 2010 a comuna tinha 2 363 habitantes (densidade: 64,7 hab./km²).